# Засимович, Сергей Сергеевич
Засимович Сергей Сергеевич (род. 11 марта 1986 года) — казахстанский легкоатлет, мастер спорта Республики Казахстан международного класса (прыжок в высоту).

## Биография
Засимович С. С. живет в Караганде. Его отец и тренер — Сергей Геннадьевич Засимович — обладатель рекорда Казахстана, рекордсмен Европы (236 см. 1984 год, Ташкент).
На Азиаде-2006 в катарской Дохе был вторым.
На чемпионатах Азии в помещении дважды был победителем и один раз довольствовался серебром.
В 2007 году выиграл Гран-При Таиланда с личным рекордом 2,30.
На Олимпиаде 2008 года в Пекине был 37-м.
Засимович С.С. женат (супруга Ольга), имеет двух дочерей.
В 2017- 2022 г.г. занимал пост Вице-Президента Федерации легкой атлетики Карагандинской области. Также является одним из основных организаторов и функционеров ежегодного международного полумарафона Qaraghandy Half-Marathon "Armanga Jol" ? который проводится в мае в г. Караганде  с 2017 года. В 2020 году, в связи с пандемией COVID-19 и связанной с этим отменой майского полумарафона, Засимович С.С., наряду с олимпийским чемпионом Дмитрием Карповым стали идейными вдохновителями крупнейшего в Казахстане онлайн-марафона «QARAGANDY MARATHON 2020», прошедшего 10 октября 2020 года в формате онлайн, участие в котором приняли бегуны из Казахстана, стран СНГ,  Европы и Северной Америки.
С 2024 Сергей свое увлечение автомобилями, в  матчасти которых он разбирается на уровне профессионального механика, реализовал в новом бизнесе, открыв в Караганде собственный Dataling-сервис, ставших по итогам года одним из лучших салонов города в данном сегменте. 

## Персональные рекорды в прыжках в высоту
- на открытом воздухе — 2,30 — Бангкок  Таиланд (19.06.2007)
- в помещениях — 2,25 — Караганда  Казахстан (27.01.2008)
- 400 м с барьерами — 48,46 с — Пекин  Китай (31.08.2001)